# بارثينيوس الثالث
بارثينيوس الثالث (30 نوفمبر 1919 - 23 يوليو 1996) بطريرك الإسكندرية للروم الأرثوذكس من 1986 إلى 1996.

## حياته وتعليمه
تميز بمعرفته اللاهوتية ونشاطه الشديد في الحركة المسكونية والحوارات اللاهوتية بين الكنائس المختلفة. لقد عمل بلا كلل من أجل التبشير بالأرثوذكسية خاصة في أوغندا، حيث أسس مطرانية كمبالا، وفي كينيا.

### وفاته
توفي البطريرك بارثينيوس الثالث في 23 يوليو 1996 بنوبة قلبية خلال إجازته في الجزر اليونانية.